# Áfíja Siddíkíová
Áfíja Siddíkíová (Aafia Siddiqui; urdsky عافیہ صدیقی‎‎; * 2. března 1972 Karáčí) je bioložka Pákistánského původu, která emigrovala do Spojených států amerických, kde byla později odsouzena za pokus o vraždu, kterého se údajně dopustila v Afghánistánu, k 86 letům vězení.

## Život
Siddíkíová se narodila v pákistánském městě Karáčí. V roce 1990 na studentské vízum přicestovala do Spojených států, kde se usídlila v Massachusetts a vystudovala neurovědu na Brandeisově univerzitě, kde v roce 2001 získala titul Ph.D.
V roce 2002 se vrátila do Pákistánu, načež v březnu 2003, krátce poté, co v Pákistánu zatkli Chálida Šajcha Muhammada, údajného hlavního strůjce útoků z 11. září a strýce jejího druhého manžela, zmizela i se třemi malými dětmi. Muhammad pří výsleších údajně Siddíkíovou zmínil, načež bylo její jméno přidáno do seznamu osob hledaných FBI v souvislosti s válkou proti terorismu. V květnu 2004 pak FBI Siddíkiovou zařadila na seznam sedmi nejhledanějších teroristů. Více než pět let však byla nezvěstná, dokud nebyla v červenci 2008 zadržena v Afghánistánu. Podle afghánské policie měla u sebe rukou psané poznámky a USB flash disk s návody na výrobu konvenčních výbušnin, zbraní hromadného ničení a zbraní na sestřelování amerických bezpilotních letadel, popisem newyorských památek se zmínkami o hromadném útoku a lahev s kilogramem kyanidu sodného.
Další den byla na policejní stanici Siddíkíová postřelena a vážně zraněna; podle amerických vyslýchajících se zpoza závěsu zmocnila pušky a začala po vojácích střílet. Sama Siddíkíová ale tvrdí, že se pouze postavila, aby se podívala, kdo za záclonou je, čímž vojáky vylekala, načež ji jeden z nich postřelil. Byla ošetřena na letecké základně Bagram a převezena do Spojených států, kde byla u federálního soudu v New Yorku obviněna z pokusu o vraždu a ozbrojené napadení amerických vojáků a zaměstnanců. Siddíkíová obvinění popřela. Po psychologickém vyšetření byla prohlášena za schopnou absolvovat soudní líčení. V průběhu jednání několikrát přerušila výkřiky a byla opakovaně vykázána ze soudní síně. Porota ji v únoru 2010 uznala vinnou ve všech bodech obžaloby. Žalobce žádal, aby byla souzena jako teroristka, což by znamenalo doživotní trest, její obhájci žádali o 12leté vězení, protože podle nich byla psychicky nemocná. Její obvinění se však týkalo výhradně samotné střelby a nebyla obviněna z žádného teroristického činu. 23. září 2010 byla Siddíkíová odsouzena k 86 letům vězení.